# آزمایش جریان جانبی

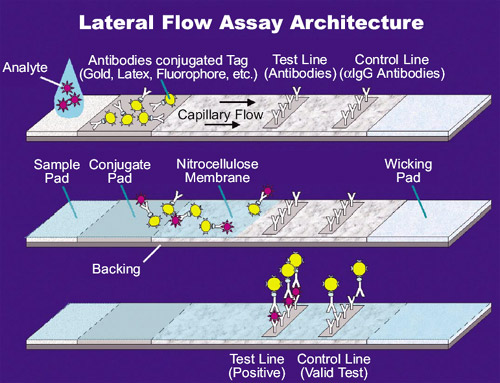
سنجش جریان جانبی

آزمون‌های جریان جانبی (LFTs)، یا آزمایش‌های سریع، دستگاه‌های ساده ای هستند که برای تشخیص حضور ماده هدف در نمونه مایع و بدون نیاز به تجهیزات تخصصی و پرهزینه مورد استفاده قرار می گیردند. این آزمایش‌ها به‌طور گسترده‌ در تشخیص پزشکی برای آزمایش خانگی، آزمایش در بالین بیمار و یا استفاده در آزمایشگاه کاربرد دارند. به عنوان مثال، آزمایش بارداری خانگی یک LFT است که هورمون خاصی را تشخیص می‌دهد. این آزمایش‌ها ساده و اقتصادی هستند و به‌طور کلی در مدت زمان 5 تا 30دقیقه نتایج را نشان می‌دهند.